# Joakim Vujić

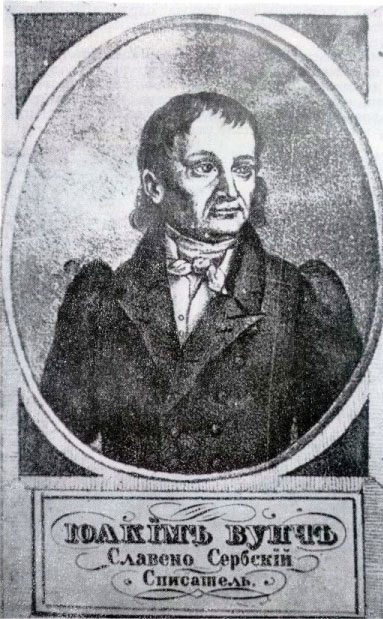
Joakim Vujić

Joakim Vujić (Јоаким Вујић), född 9 september 1772 i Baja, Ungern, död 20 november 1847 i Belgrad, var en serbisk dramatiker.
Vujić skapade den serbiska teatern 1805 genom att i det serbiska Ungern uppföra en mängd teaterstycken, dels översättningar från tyskan, dels originallustspel. Dessutom författade han en intressant reseskildring från sydslaviska länder (1826–28).